# Kirombe (periodiskt vattendrag)
Kirombe är ett periodiskt vattendrag i Burundi.   Det ligger i provinsen Makamba, i den södra delen av landet, 110 kilometer sydost om huvudstaden Bujumbura.
I omgivningarna runt Kirombe växer huvudsakligen savannskog. Runt Kirombe är det ganska tätbefolkat, med 96 invånare per kvadratkilometer.